# Karl M. Doll

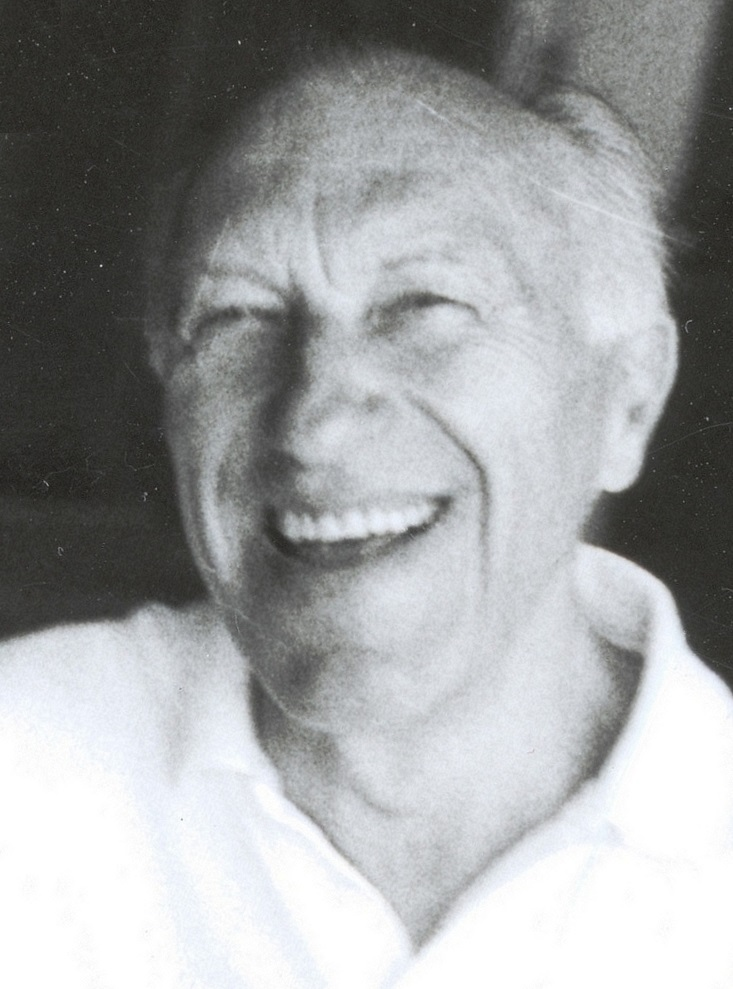
Karl M. Doll, 2000

Karl Maria Doll (* 2. Dezember 1921 in Erding; † 17. Dezember 2005 ebenda) war ein deutscher Kirchenmusiker, Komponist und Lehrer.

## Leben und Wirken
Karl M. Doll war der Sohn des Chorleiters und Komponisten Theodor Doll und dessen Ehefrau Elisabeth, einer Opernsängerin. Er wuchs in Erding auf und erhielt ersten Musikunterricht in Klavier, Violine und später Orgel durch seine Eltern. Mit Kriegsabitur am Aufbaugymnasium in Freising 1939 eingezogen kam er zur Flak, dann zum Musikcorps als Es-Tubist und Kontrabassist und wurde später Pilot. Im April 1945 geriet er in sowjetische Kriegsgefangenschaft und sicherte sein Überleben durch Gründung einer Kapelle, für die er mangels Noten Arrangements und eigene Kompositionen anfertigte. „Politische Unzuverlässigkeit“ brachte ihm die Deportation nach Sibirien ein, von wo er im September 1948 zurückkehrte. Er begann ein Studium der Musikwissenschaft an der LMU München und studierte von 1950 bis 1953 Kirchenmusik an der Musikhochschule München u. a. bei Heinrich Wismeyer. Unter seinen Studienkollegen waren Franz Lehrndorfer und Karl Richter.
Doll gründete 1950 den Erdinger Motettenchor und war zeitweilig „Organist and Choir Director“ am US-Stützpunkt der Berliner Luftbrücke in Erding. 1956 trat er in Erding in den Dienst der evangelisch-lutherischen Kirche als hauptamtlicher Kantor ein. Er gründete 1955 die Kantorei Erding, die sich vornehmlich Werken von Johann Sebastian Bach und Heinrich Schütz widmet. Erste größere Aufführungen waren zum Beispiel Bachs Johannes-Passion und das Weihnachtsoratorium. 1959 wurde er erster Dirigent des neu gegründeten Erdinger Kammerorchesters. Doll war außerdem einer der Initiatoren für die Gründung der Kreismusikschule Erding.
Später wurde Doll zudem Bezirkskantor und Kirchenmusikdirektor im Dekanatsbezirk Rosenheim. Im Ruhestand übernahm er eine kleine Kantorenstelle in Haag in Oberbayern, wo er bis zuletzt wirkte.

### Privates
Karl Doll war seit 1953 mit Lieselotte geb. Ehricke verheiratet. Aus der Ehe gingen sechs Kinder hervor. Nach der Trennung der Eheleute im Jahr 1990 heiratete Doll Elfriede Klinger, mit der er eine Tochter hatte, die Ärztin und Pianistin Johanna Doll (* 1990).

## Ehrungen
Doll wurde 1980 einer der ersten Träger des 1979 neugeschaffenen Erdinger Kulturpreises. Die Stadt Erding ehrte ihn 2009 mit der Widmung einer „Karl-Maria-Doll-Straße“.

## Kompositorisches Schaffen
Dolls Schaffen konzentriert sich auf Chor-, Orchester- und Orgelmusik und orientiert sich weitgehend an den Realisationsmöglichkeiten zur Entstehungszeit. Es reicht von Chorsätzen für den kirchlichen Gebrauch und umfangreichen Orgelwerken bis zu den beiden Oratorien Der Glaube und Die zehn Gebote, die zum Lutherjahr 1995 entstanden. 
Stilistisch lässt sich das Schaffen zwischen Neoromantik und Postmoderne einordnen. Kennzeichnend sind die gleichzeitige Verwendung klassischer und zeitgenössischer Techniken in fließendem oder gegenüberstellendem Wechsel innerhalb der Werke. Neben der erkennbaren Vorliebe für Bach und Messiaen sind „geschobene Akkorde“ charakteristisch, verwobene Vier- und Fünfklänge, die sich in Halb- und Ganztonschritten unter Erhalt der Stimmführung bewegen. Besonders klare Beispiele sind die „Partita VII (op. 607) Nun lasst uns den Leib begraben“ (darin der Spiegelkanon im Sopran und Bass) oder die „Partita II (op. 602) Durch Adams Fall“ (darin „Ein Leuchten nah und ferne“ – siehe Musikbeispiel).
Das bislang unveröffentlichte Doll-Werkverzeichnis umfasst über 1500 Einzelwerke.

## Verlegte Werke
- Psalm 73: Dennoch bleibe ich stets an dir ; für 5stg. gem. Chor (1983)[11]
- Erdinger Blockflötenheft. Sextette, Quintette (1992)[12]
- Fuge C-A-E (Orgel)[13]
- 7 freie Stücke für Orgel (Präludium op. 622. Ludium IV op. 650. Ludium VI op. 653. Ludium VII op. 658. Ludium VIII op. 654. Postludium in C op. 625. Postludium op. 644)[14]
- Zwei Partiten für Orgel (op. 604 Nun komm der Heiden Heiland u. op. 643 Nun bitten wir den Hl. Geist) (1993)[15]
- Partita VII: Nun laßt uns den Leib begraben (Mel. M. Weiße) für Orgel (op. 607)[16]
- Ludien X und XI (op. 659 u. 660) für Orgel[17]
- Ludium 21 für Violine und Klavier (op. 1561)[18]
- Sonate für Orgel (op. 609)[19]
- Passacaglia und Fuge: Wir glauben all an einen Gott (Mel. M. Luther); für Orgel (op. 610)[20]
- Sonate für Oboe dámore und Klavier / Cembalo (op. 934)[21]
- Klavierstücke. Leicht / 1 (1997)[22]
- Klavierstücke. Leicht – Mittelschwer / 2 (1997)[23]
- Klavierstücke / 3 (1997)[24]
- Partita X (op. 680) (für Orgel)[25]
- Ludien XIII bis XVI für Orgel (op. 677, 679, 681 u. 682)[26]
- Pfingstintroitus (Orgel, 1998)[27]
- Partita Wir danken dir, Herr Jesu Christ (Orgel, vermutlich 1998)[28]
- Festouverture op. 803 (für großes Orchester) (1998)[29]
- Missa brevis für gemischten Chor, Solo Sopran und Orgel (op. 926)[30]
- 3 Werke für Orgel (Betrachtung über „Christum wir sollen loben schon“, op. 683. Praeludium im alten Stil, op. 624. Ludium XII, op. 675)[31]
- Ludium 20: für Violine und Klavier (opus 898)[32]
- Mit dem Chor durchs Kirchenjahr : Motetten und Choralsätze zu Wochensprüchen und Wochenliedern (2006)[33]
- Orgel Begleitsätze (Sammlung)[34]
- Melodieheft Bayern (Sammlung)[35]

## Diskographie
- Karl Maria Doll-Orgelwerke (Susanne Doll, Basel)[36]
- Karl Maria Doll-Orgelwerke II (Regina Doll-Veihelmann)[37]